# Jiří David (výtvarník)
Jiří David (* 28. srpna 1956, Rumburk) je český malíř, intermediální umělec a pedagog. Spoluzakladatel umělecké skupiny Tvrdohlaví. Jeho mediálně nejznámějším dílem je neonové srdce nad Pražským hradem v závěru posledního funkčního období prezidenta Václava Havla.

## Život
Jiří David od 2. poloviny 80. let výrazně ovlivňuje podobu i atmosféru českého umění. Na Akademii výtvarných umění v Praze se dostal po opakovaných pokusech o přijetí až sedm let po ukončení Střední průmyslové školy Ostrava-Vítkovice (1971–1975). V letech 1982–1987 pak studoval u Arnošta Paderlíka v Ateliéru figurální a monumentální malby. V době studií se spolu s malířem Stanislavem Divišem stal organizátorem prvního neformálního výstavního setkání Konfrontace, na které pozvali mladé výtvarné umělce z pražských uměleckých škol. V době, kdy veškerá výstavní činnost byla možná pouze se svolením kulturně-politických orgánů režimu (a studentům byla zcela zapovězena), byla následná série Konfrontací mezníkem ve formování na režimu nezávislé mladé umělecké scény 80. let. V roce 1987 David patřil mezi zakladatele generační umělecké skupiny Tvrdohlaví. Svými malbami s volným využíváním znaků a politických symbolů významně formoval postmoderní program na přelomu 80. a 90. let. Od devadesátých let se věnuje také tvorbě fotografických souborů, objektů a instalací. V roce 2001 umístil na střechu pražského Rudolfina svou první monumentální intervenci: neonovou trnovou korunu pod názvem Záře. Rok poté instaloval v areálu Pražského hradu zdaleka viditelný neon se symbolem srdce. Díky zjevné vazbě na osobnost Václava Havla a načasování realizace na konec jeho posledního funkčního období se Srdce na hradě stalo Davidovým veřejně nejdiskutovanějším dílem. V roce 2015 se Jiří David představil v českém a slovenském pavilonu 56. mezinárodním bienále výtvarného umění v Benátkách s monumentální malířskou instalaci Apoteóza, ve které reinterpretoval obraz Apoteóza z dějin Slovanstva. Slovanstvo pro lidstvo!  z rozsáhlého cyklu Slovanská epopej secesního malíře Alfonse Muchy. 
Mezi lety 1995–2001 David vedl Ateliér vizuální komunikace na Akademii výtvarných umění v Praze a v letech 2004–2020 Ateliér intermediální konfrontace na Vysoké škole uměleckoprůmyslové v Praze. Ve svých publicistických textech dlouhodobě reflektuje pozici umělce a umění ve společnosti. Vyslovuje se však také k aktuálním kulturním, společenským a politickým tématům. S manželkou Zdenou Davidovou má dceru Markétu a syna Daniela. Žije na Zbraslavi u Prahy.

## Dílo
Tematicky, mediálně i výrazově je Davidova výtvarná tvorba široce rozkročená. Jakkoli se v počátcích profilovala coby primárně malířská, začala se od 90. let rozšiřovat o galerijní instalace a objekty, fotografické soubory, a následovně i o krátkodobé či trvalé realizace pro architekturu a veřejný prostor. Proměnlivost uměleckého vyjádření neumožňuje jeho jednoznačné zařazení. Rozmanitost a nestálost Davidovy tvorby lze ovšem nahlížet jako projev neustávající potřeby vyrovnávat se s hrozbou stereotypu, ale rovněž jako důsledné uplatňování postmoderního pluralismu. V roce 2010 se k povaze své umělecké práce David vyjádřil v rozhovoru pro Českou televizi: „Paradox je v tom, že chci být stále vůči sobě inovační. Stále hledám polohu, která mě dokáže překvapovat. A eklektismus, který na mě všichni naroubovávali, je spíš modelová situace, která se se mnou nese celých těch dvacet let. Skutečně jsem k sobě až nechutně přísný, protože chci, aby moje práce byla vždy nějakým způsobem překvapivá, a tím pádem pravděpodobně originální.“ Kritik umění Jiří Machalický k Davidovým strategiím poznamenal: „Jiří David čas od času reaguje na svůj předešlý vývoj způsobem, který k němu bývá v přímém protikladu. Tento systém se mu osvědčil. Oživuje totiž jeho projev o nové zkušenosti, takže se jednotlivé oblasti jeho tvorby vzájemně ovlivňují a obohacují.“
Své webové stránky dlouhá léta uváděl citátem:
"Nevím co jsem; nevím co znamenám; nevím proč a pro koho dělám; neznám smysl ani důvod původu mých, mnohdy recyklovaných prací. Podezřele méně a méně je pro mne podstatné, kdo a jak porozumí smyslu mých prací, a to včetně mne samého; jsem svým vlastním cizincem. Po patnácti letech intenzivní, profesionální práce v oblasti umění, někde uprostřed Evropy, jsem ztratil jakoukoliv koherentní identitu. Pomalu a nejistě dospívám k závěru, že to pro mě není negativní, i když nevím co s tím."

### Fotografická tvorba
Od začátku 90. let se David průběžně vracel k vytváření uzavřených fotografických souborů a sérií. Nejrozsáhlejším z nich je již první z nich: soubor Skryté podoby z první poloviny devadesátých let, který sestává z více než stovky fotografických dvojportrétů. Výrazný ohlas vyvolaly i následující soubor aranžovaných fotografií Moji rukojmí (1996) či manipulované podobizny veřejných činitelů Bez soucitu (2002). Jednalo o konceptuální soubory, u kterých nebylo důležité, kdo je faktickým autorem fotografií, ale zejména o účelné užití fotografie jako vhodného média podporujícího ideový záměr. V podobné duchu od první poloviny 90. let pracovali např. konceptuální umělkyně Milena Dopitová či výtvarný umělec Václav Stratil, který své fotoperformativní autoportréty důsledně nechal zhotovovat ve fotografických studiích. V dané době šlo o důležitý příspěvek při rozšiřování spektra možností fotografie v současném českém umění. S promyšlenými koncepcemi těchto souborů konstastují bezprostřední a situačně vnímavé snímky všedního a rodinného života, které David od počátku 90. let průběžně zhotovoval a později také vystavil a publikoval ve fotografické monografii Inside Out. 

#### Skryté podoby (1991–1995)
Autorský projekt Skryté podoby byl realizován v Čechách, Polsku, Německu, Rakousku, Francii a USA. Základem se stala metoda z počátku 20. století okrajově užívaná k antropologickému a psychologickému studiu, kdy je frontální fotografie obličeje je při vyvolání rozpůlena na pravostrannou a levostrannou podobiznu. Jiří David takto portrétoval české a zahraniční osobnosti z oblasti politiky, kultury, vědy i sportu. Během pěti let se soubor rozrostl na více než stovku fotografických diptychů. Dlouhodobý spolupracovník Jiřího Davida, kritik a kurátor Martin Dostál k souboru napsal: „Zkoumání tváře jako znaku, jako viditelného nositele biologicko-psychických daností, zjevujících výlučnost jedinců, přivítal jeden ze zachycených, francouzský filozof Jacques Derrida, jako možnost odhalit ,jiné já sám, dvakrát já, já, které se poznává, aniž by se poznalo’. David nechává tvář jako fragment osobnosti využít přirozených asymetrických vlastností, aby metodou ,artificiální’ symetrie rekonstruoval skryté, ale určující vazby.“  Sám Derrida o Skrytých podobách dála mimo jiné napsal: „Tato strašidelná přízračnost, která je cizí i známá, odhaluje – především ale subjektu samému – archaickou a anachronickou monstrozitu zcela intimní přemíry. Disproporce, hybris, vnitřní válka. Fotografická technika zračí přízračnou monstrozitu, zračíc tímto způsobem samu sebe ve svém světelném písmu, ve své pravdě. A ať to již stojí cokoli, této pravdě nesmíme upřít své rozpoznávající uznání.“
Dvojportrét sochařky Louise Bourgeois z Davidova cyklu byl v únoru února 2006 v londýnské aukční síni Sotheby’s vydražen za 2160 britských liber. 

#### Moji rukojmí (1998)
Soubor na fotografiích vychází z problematiky manipulace a násilí na dětech. Aranžované studiové fotografie zachycují spoutané děti v kostýmech a obličejových maskách spolu vycpanými zvířaty, hračkami a dalšími rekvizitami. Jiří David o výstavě tohoto souboru řekl:
Je to výstava o bezbrannosti, křehkosti, i zvůli, která však nic nepopisuje, nevysvětluje, pouze ukazuje, na první pohled půvabně, hravě až zábavně, náhle však nečekaně drásavě a všech domýšlení nechtěně.

#### Bez soucitu (2002)
Pro soubor manipulovaných fotografií Bez soucitu si Jiří David vybral sedmnáct významných osobností tehdejší světové politiky a veřejného života (např. George Bush, Tony Blair, Silvio Berlusconi, Ariel Šaron, Jacques Chirac, Václav Havel, Usáma bin Ládin, Jan Pavel II.) a od očí na jejich podobiznách doplnil fotografie (vlastních) slz. Používal výhradně agenturní oficiální snímky a naskenované fotografie z novin. Ke svým záměrům se David vyjádřil slovy: „To oni rozhodují o našem životě. Každý po svém, podle vlastní morálky, vlastních schopností a možností. (...) V rozhodování politiků je důležité, aby i emoce byly schopny promlouvat a lidé se byli schopni vcítit do bolestí druhých.“ Slzy podle Davida „zračí zjitřený stav nás" a u mužů bývají potlačovaným projevem emocí. David se projektem vlastními slovy ptá, jestli jsou nás mohou sblížit a oslovovat. „Není v jejich očích pouhá hra o moc, vliv? Kdo bude mít možnost se jim podívat do očí, jež jsou zarudlé marně zadržovaným pláčem, kdo pochopí slzu, nechtěně stékající po tvářích, ať příkře nesoudí.“  K projektu ho vedl pocit rozhořčení i pocity bezmoci z politiky, ekonomiky či role médií: „Politika, ekonomika, média, násilí, manipulace, strašně mě to štve, cítil jsem se bezmocný, ale přesto jsem se chtěl nějak k tomu všemu vyjádřit. Jednoznačně, avšak ne prvoplánově. Aby ta věc měla silný emotivní podtext a zároveň aby byla sdělná, umožňovala širší obsahové čtení.“ 

#### Pátá pečeť (2006)
Soubor barevných fotografií Pátá pečeť personifikoval jedenáct teroristických skupin jako automobilové závodníky. Oblečení v identických bílých kombinézách, a s bílým monopostem formule za zády, byli odlišitelní od sebe pouze skrze nášivky s názvy skupin (Irská republikánská armáda, Hizballáh, Hamas, ETA, Al-Káida, sekta Óm šinrikjó, Armata Corsa ad.). David v nich zjevně parafrázoval text Zjevení sv. Jana: „Když Beránek rozlomil pátou pečeť, spatřil jsem pod oltářem ty, kdo byli zabiti pro slovo Boží a pro svědectví, které vydali. A křičeli velikým hlasem: ’Kdy už, Pane svatý a věrný, vykonáš soud a za naši krev potrestáš ty, kdo bydlí na zemi?’ Tu jim všem bylo dáno bílé roucho a bylo jim řečeno, aby měli strpení ještě krátký čas, dokud jejich počet nedoplní spoluslužebníci a bratří, kteří budou zabiti jako oni.“ (Zj 6,9-11). Soubor doplnily fotografie rukavicemi a helmou pilota odkazující k tradičnímu motivu zátiší s lebkou a fotografie s námětem piety. Již vzhledem k výběru skupin nebylo možné vnímat výhradně jako kritiku náboženského fanatismu. „Pocit zděšení a strachu z každodenních násilných akcí i díky jejich množství a mediální nepravděpodobnosti vyprchává, dochází k jejich neutralizaci a události se redukují pouze na estetický rozměr, který obecně účinkuje jako anestezie.“ 

### Instalace ve veřejném prostoru

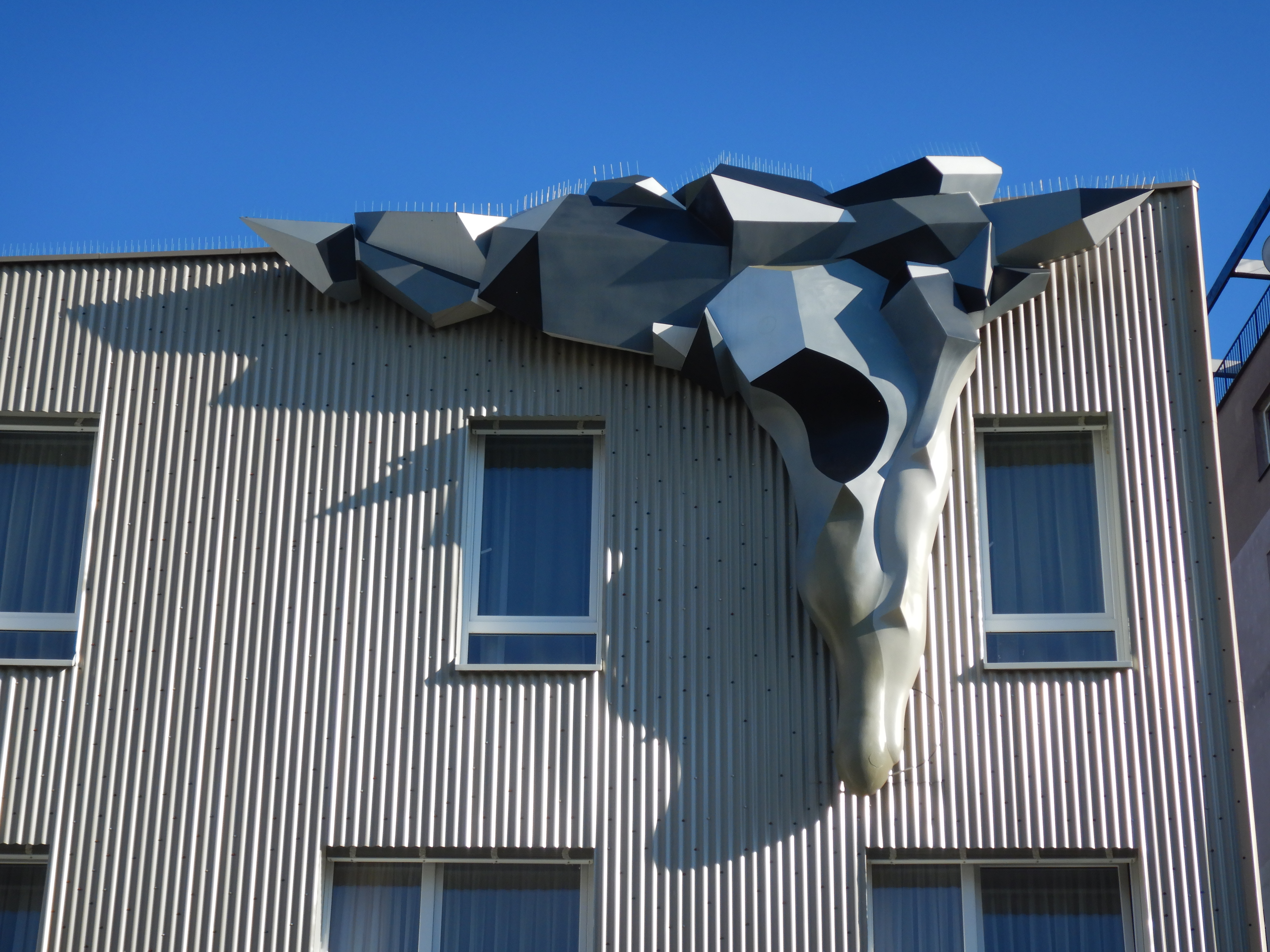
Plastika Tekutý kubismus na fasádě hotelu Nezvalova archa v Olomouci (2017)

Na začátku nového tisíciletí Jiří David realizoval dvě monumentální instalace ve veřejném prostoru Prahy: Záři na střeše pražského Rudolfina (2001) a Srdce na jedné z věží Pražského hradu (2002). Tyto dvě intervence do městského prostoru patří k Davidovým nejznámějším dílům. Následovaly je další veřejné sochařské objekty a instalace, např. šestimetrová Slepecká hůl na Václavském náměstí v rámci sochařské přehlídky Sculpture Grande (2007),  Klíčová socha (2010), dočasný (ne)pomník Johanna Wolfganga Goetha před Goethe-Institutem v Praze (2015),  nebo naopak trvalý neonový DNA vodopád na průčelí Galerie Miroslava Kubíka v Litomyšli (2012)  či plastické prvky na fasádě hotelu Nezvalova archa v Olomouci, kde se David podílel na výzdobě interiéru a na mobiliáři (2017).

#### Záře (2001)
Projekt Jiřího Davida pro Galerii Rudolfinum – trnová koruna z neonových trubic nad střechou Dvořákovy síně – vznikala od jara roku 2000. Odhalena byla na konci února následujícího roku. Její rozměry byly 11 × 15 metrů, výška okolo 5 metrů. Jiří David k užitému symbolu řekl: „Trnová koruna pro mne představuje jisté obecné utrpení. Na druhou stranu jsem ji ztvárnil tak, že její obsah nelze číst jednoznačně pouze nábožensky, svojí formou zachází až do reklamy.“ 

#### Srdce na Hradě (2002)

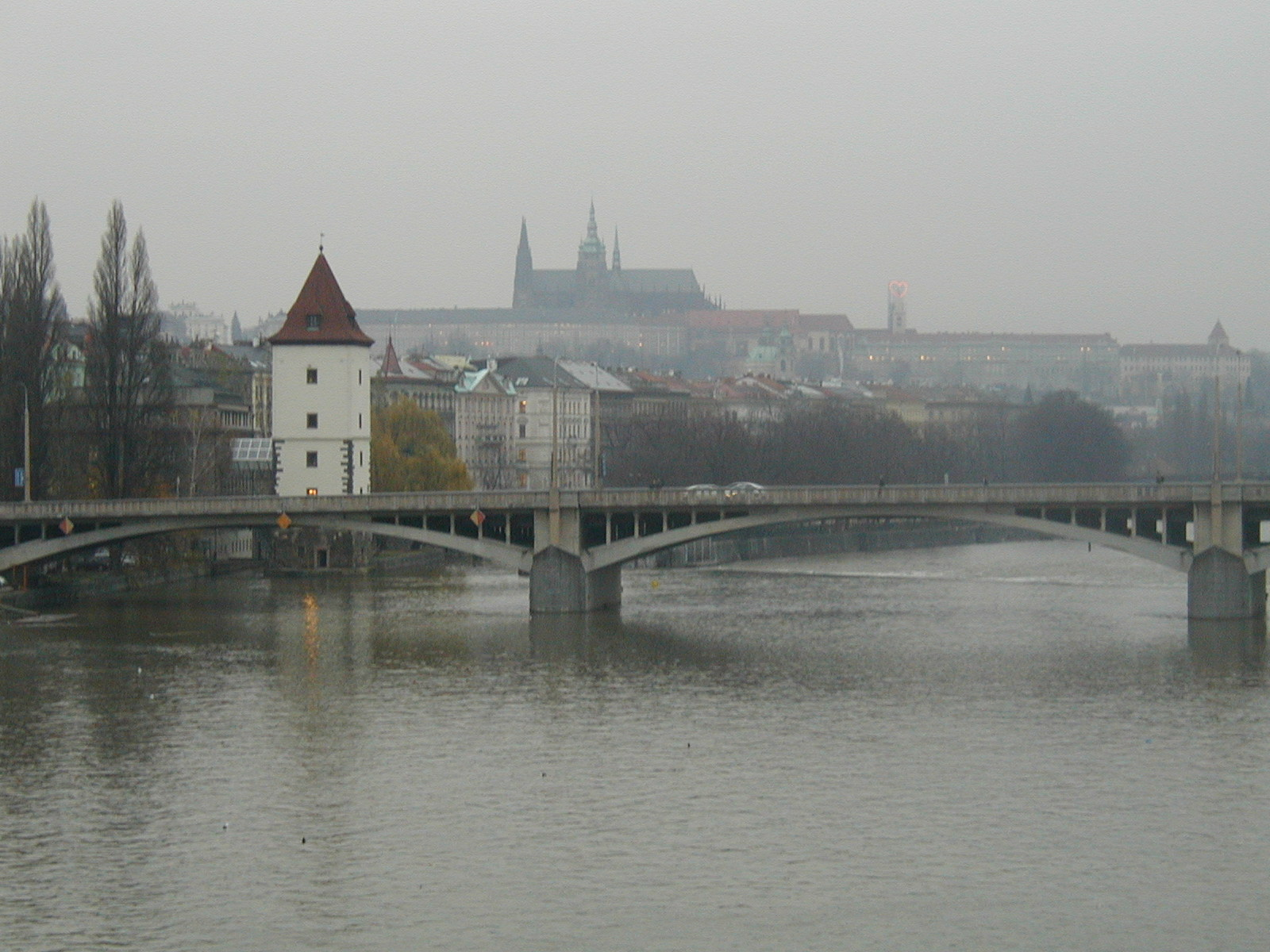
V pozadí Pražský hrad se Srdcem na Hradě

Sedmnáct metrů široké, patnáct metrů vysoké a asi pět set kilogramů vážící neonové srdce na severní věži baziliky sv. Jiří na Pražském hradě bylo slavnostně rozsvíceno Václavem Havlem 17. listopadu 2002. Zvolený motiv vycházel ze symbolu, který prezident připojoval ke svému podpisu. Původně mělo být na Hradě umístěno do konce Havlova prezidentského mandátu 2. února následujícího roku.
Proti kritikům, zejména Václavu Klausovi a Vladimíru Železnému, Jiří David dílo hájil tím, že nemá být neonovou reklamou na člověka, ale symbolem dorozumění, síly pozitivní komunikace, odbourávaní ideologických nánosů, klišé a zla, obyčejné nemedializované lásky a dotyků smrtelníků. Podle Davida se toto srdce stalo jednoznačným lakmusovým papírkem citu (pro a proti) v naší společnosti. Pražští památkáři označili srdce za nevhodné a nevkusné. Krom lidí, kterým se nápad líbil, se ozývali též četní kritici, z nichž některým se srdce nelíbilo z estetického a památkového hlediska, a podle některých se neonovým srdcem často označují veřejné domy. Václav Havel v Českém rozhlase řekl: „To jenom v Čechách jsou proti tomu protesty. Jsem velmi rád, že srdíčko na Hradě svítilo v době summitu NATO, protože i to snad mohlo zdůrazňovat, že tady nejde o sjezd nejvyšších generálů, papalášů, politiků, a jejich večeře a obědy. Že tady jde opravdu o ochranu elementárních lidských vztahů, lásky k bližnímu, lidské svobody, a kdo chce, i v srdíčku tento symbol může vidět. (…) Srdci je vytýkáno, že je to jakýsi můj symbol. To mě vůbec nenapadlo - jedině narcis mi může takový narcismus přisuzovat. Srdce je znamení, které provázelo celou naši takzvanou sametovou listopadovou nenásilnou revoluci. Všude jsme je malovali a mě to zbylo u podpisu. Ale to není důvod, proč tam je.“
Dne 14. ledna 2003 členové skupiny Ztohoven, v předvečer prezidentské volby, v níž byl nakonec zvolen Václav Klaus, zakryli asfaltovou lepenkou levou polovinu svítícího objektu a změnili jej tak v otazník. Předchozí dva pokusy (30. prosince 2002 a v lednu 2003) jim překazila policie. V reakci na to Správa Pražského hradu odpojila Srdce od elektrického proudu. Pachatelé byli po činu zadrženi policií, ale ministr kultury s prezidentem Havlem čin uznali jako „umění ve volném prostoru“ a zajistili pachatelům beztrestnost. Autor původního srdce Jiří David se marně snažil přesvědčit Správu Pražského hradu, aby provedenou úpravu díla zachovala. Akci označil za pozitivní a za pachatele se postavil. Skupina Ztohoven vydala manifest, v němž svůj čin okomentovala: „Jestliže se vytratí láska a porozumění, jestliže lidstvo přestane vnímat sdělení těch, kteří jsou jejich součástí, a bude zkoumat pouze formy, a ne obsahy, zbudou jen otazníky. Ty samé otazníky, které se rozsvěcují spolu s diskusemi o budoucnosti českého trůnu a směřování lidstva vůbec. Jsou vám tedy otazníky bližší než jistota tepajících srdcí?“
Norský restauratér Nils Jebens, provozovatel restaurace Kampa Park, v reakci na srdce nechal rozsvítit v lednu na Hergetově cihelně, patřící Sebastianu Pawlowskému, další tři karetní symboly – listy, piky a kára. Pawlowskému za to hrozila pokuta až do výše sto tisíc korun od magistrátu za nepovolenou úpravu historické památky. Václav Havel tuto akci nekomentoval, a mluvčí Martin Krafl uvedl, že pan prezident nechal umístit srdce na Hrad z recese a to rozsvícení dalších symbolů lze považovat také za recesi, v podstatě nejvtipnější odpověď na prezidentův žertík.
Slavnostní zhasnutí srdce, plánované na pátek 31. ledna 2003 (původně plánovaný termín 2. únor byl změně kvůli časové zaneprázdněnosti Václava Havla), překazili aktivisté Greenpeace, kteří těsně před akci do srdce vyvěsili transparent s nápisem „War?“, jímž protestovali proti Havlově podpoře invaze Spojených států do Iráku. Proto zaměstnanci Správy Pražského hradu srdce zhasli před plánovaným časem.
V únoru 2006 chtěl vlastník artefaktu, Světová rozvojová organizace (WDO), umístit toto srdce nad kábulským stadionem, kde příslušníci Talibanu popravovali své odpůrce. Exprezident Václav Havel však podle slov svého tajemníka Jakuba Hladíka nedal WDO k takovému umístění požadovaný souhlas, údajně z obavy, že srdce bude vyvolávat střety jako náboženský symbol křesťanské víry a její ikony Panny Marie. Jiří David vyjádřil zklamání, že srdce nebude nikde vystaveno, a poukaz na Havlovy pochybnosti označil za výmluvu, která má zakrýt skutečnost, že WDO nebyla s to dotáhnout realizaci do konce.
Rok od úmrtí Václava Havla 17. prosince 2012 byla na návrh vedení hlavního města Prahy umístěna replika srdce na budovu Altiero Spinelli v Bruselu. Pražský radní Václav Novotný k tomu řekl, že jen málokterá politická osobnost je v Evropě tak pozitivně vnímaná jako Václav Havel a umístění Srdce na Evropský parlament je důstojnou připomínkou jeho odkazu. Srdce bylo v Bruselu umístěno do konce ledna 2013.

#### Klíčová socha (2010)

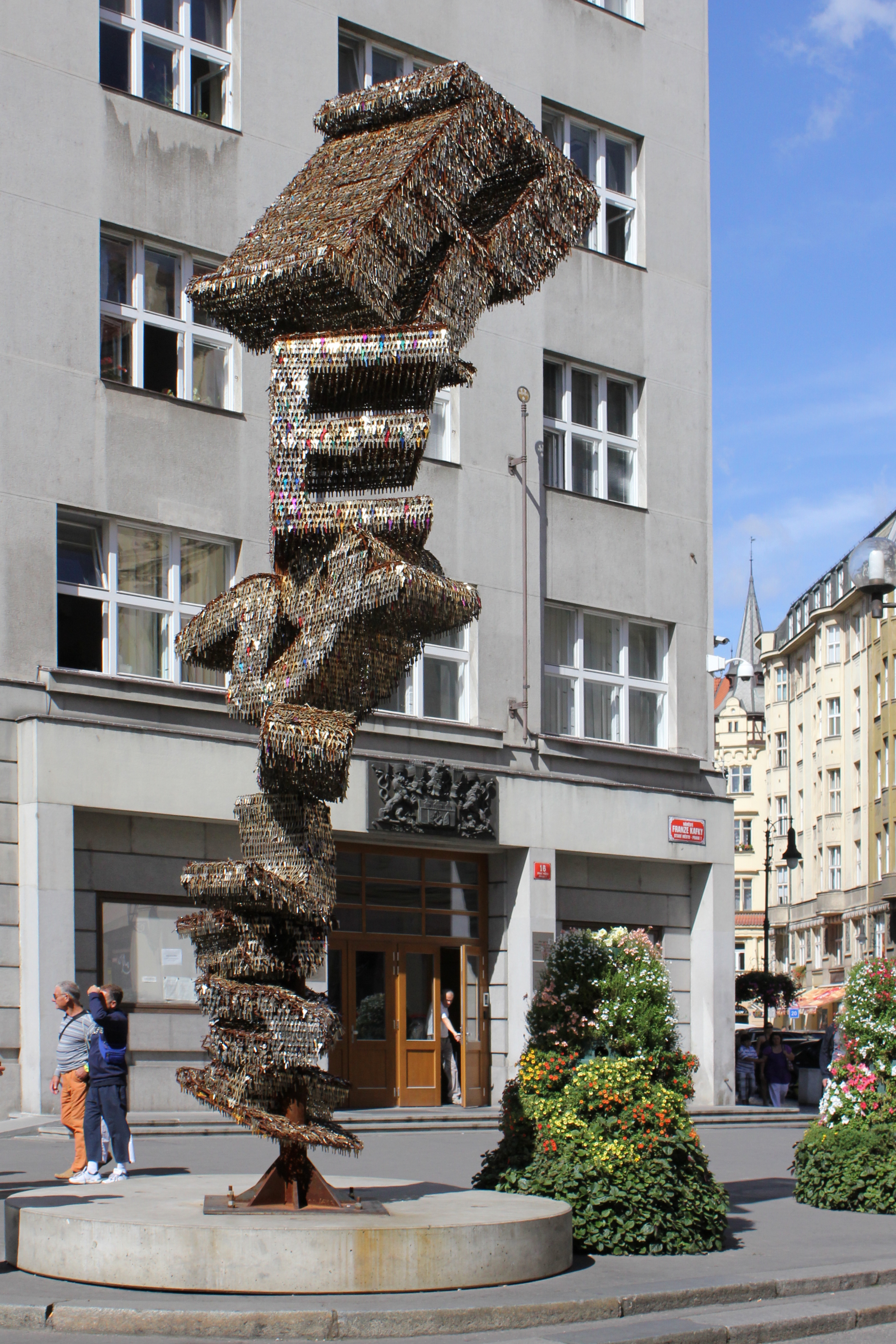
Klíčová socha

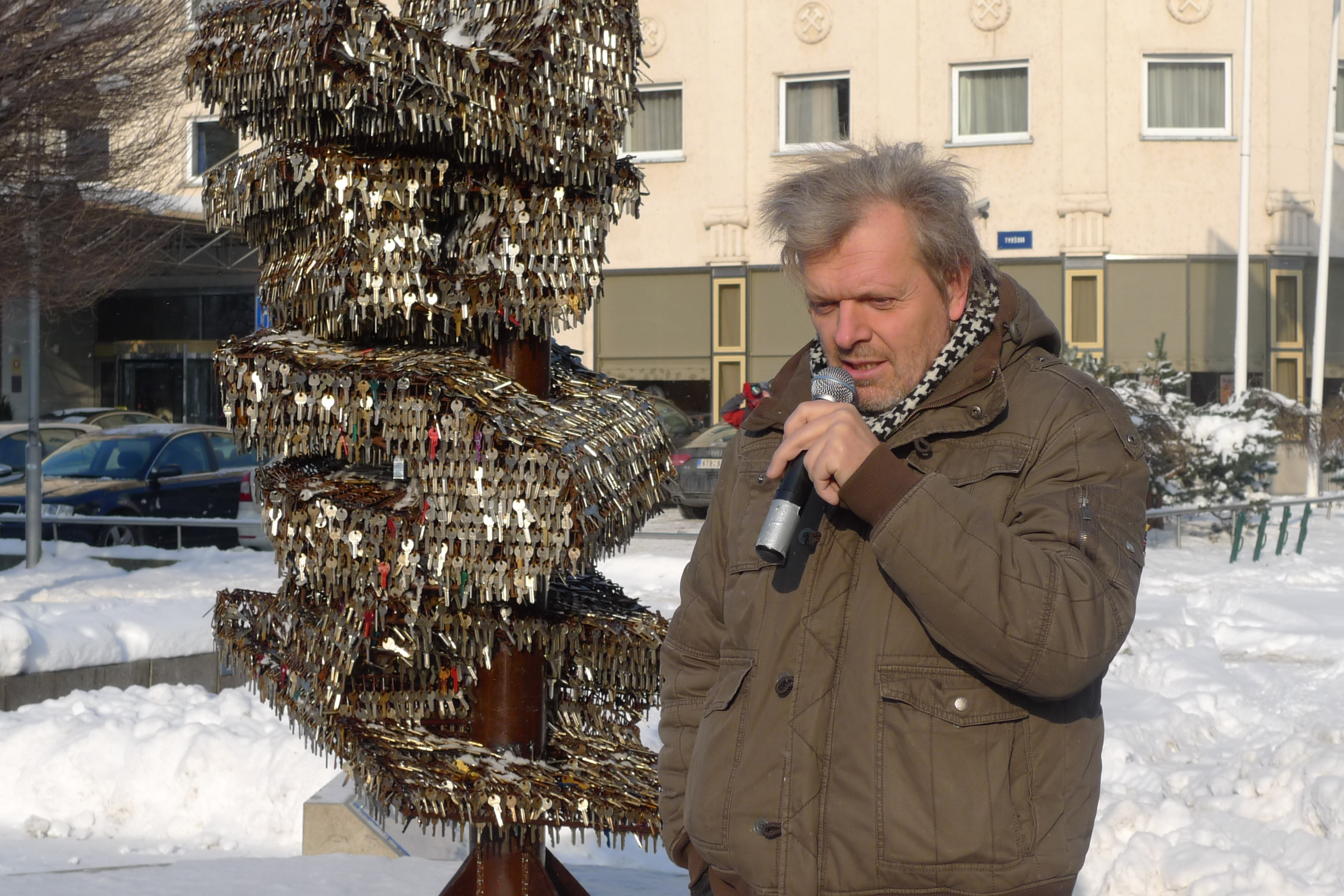
Jiří David v Ostravě

Jiří David dne 9. března 2010 představil v Praze na Náměstí Franze Kafky takzvanou Klíčovou sochu. Symbolizovala autorovu osobní polemiku s vývojem v České republice během dvaceti letech od sametové revoluce. Objekt je sedm metrů vysoký, váží přes jednu tunu a její podstavec tun osm. Bylo na ni použito více než 85 000 klíčů nejrůznějších barev a tvarů. Jejich veřejnou sbírku uspořádala společnost Vodafone. Klíčová socha sestává z osmi písmen slova „REVOLUCE", která jsou umístěna vertikálně nad sebou. Pro největší písmeno „R“, které drtí další písmena pod sebou, byl zvolen font z deníku Rudé právo. Na písmeno „E“ pak byl použit font z nápisu na tehdejším socialistickém toaletním papíru, druhé písmeno „E“ má připomínat rozdrcenou komunistickou legitimaci. Socha kolovala po českých a moravských městech.

## Významné samostatné výstavy

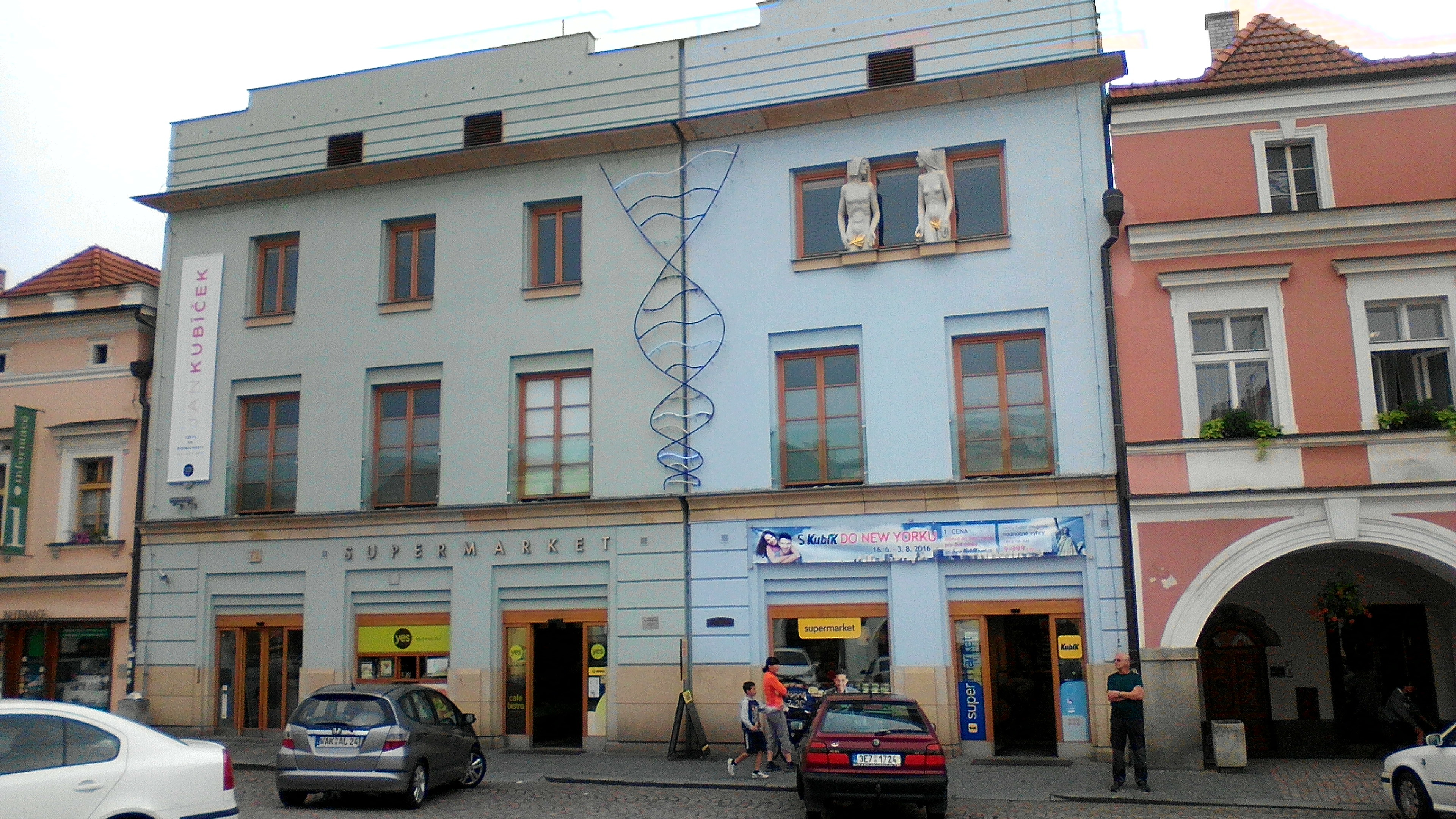
Neonová skulptura DNA vodopád

- 2025 Síla tváře, Alšova jihočeská galerie, Hluboká nad Vltavou
- 2023 Oheň vyhasl, vlci zůstali, Sophistica Gallery, Praha
- 2020 Jsem tady. Centrum současného umění DOX, Praha
- 2018 Blíže noci… Centrum pro současné umění Futura, Praha
- 2018 11 příček do nebe. Česko-čínská galerie současného umění, Peking
- 2017 Zase je má kůže porcelánem. Topičův salon, Praha
- 2016 Apoteóza. Veletržní palác, Národní galerie Praha
- 2015 Apotheosis. Pavilon České a Slovenské republiky, Benátky
- 2015 Retundant earth from the grave. Zahorian Gallery, Bratislava
- 2014 Timelessness Time = Nothing Actually Happens… Le Guern Gallery, Varšava
- 2013 Křik paviánů. Colloredo-Mansfeldský palác, Galerie hlavního města Prahy
- 2009 Exhibition is(no)t. Salon Academy of Fine Arts, Varšava (s Jiřím Kovandou)
- 2009 Předběžná retrospektiva. Galerie hlavního města Prahy / Moravská galerie v Brně  Archivováno 25. 9. 2020 na Wayback Machine.
- 2007 Už si nevzpomínám, je to nebezpečné. Wannieck Gallery, Brno
- 2006 Pátá pečeť. Centrum pro současné umění Futura, Praha
- 2006 Fotografická retrospektiva. Dům Pánů z Kunštátu, Dům umění města Brna
- 2005 Prostý záznam. Karlín Studios, Praha
- 2005 Fotografie a neóny. Východočeská galerie v Pardubicích
- 2003 Sober Minded. Centrum pro současné umění Futura, Praha
- 2003 No Compassion. Gallery Mars, Moskva
- 2002 Bez soucitu. Galerie Václava Špály, Praha / Projektraum Viktor Bucher, Vídeň
- 2002 Daniel. Moravská galerie v Brně
- 2000 Vlastním cizincem sobě hostem. Projektraum Viktor Bucher, Vídeň a Galerie Klatovy/Klenová
- 1999 Obyčejné dny krásného léta. MXM, Praha
- 1998 Moji rukojmí. Nová síň, Praha a Galerie Anita Neugebauer, Basilej
- 1998 Loňská sezóna. MXM, Praha
- 1996–1997 Hidden Image. Muzeum w Sosnowcu, Sosnowiec / Zamek Ujazdowski, Varšava / České centrum, New York
- 1996 Obyčejně obrazy. Nová síň, Praha
- 1995 Nahý, navíc smutný letec (Post coitum triste). MXM, Praha
- 1995 Skryté podoby. Galerie Rudolfinum, Praha / Jack Tilton Gallery, New York, USA
- 1995 Kindness. Galerie Václava Špály, Praha
- 1994 Galerie Tommy Lund, Odense
- 1993 Povážská galéria, Žilina
- 1993 Dům umění, Opava
- 1993 Zejména obrazy. Nová síň, Praha
- 1993 Skutečnost jako lítost, lítost jako sebevražda umění. Galerie Emila Filly, Ústí nad Labem
- 1993 Poslední ráje a Hitlerovy oči. MXM, Praha
- 1993 Window Gallery, Praha
- 1993 Cuknutá realita. Galerie Na Bidýlku, Brno
- 1992 V čase své odvrácené tváře. Galerie MXM, Praha / Galerie Na Bidýlku, Brno
- 1992 Čas pro jasnost. Galerie výtvarného umění v Olomouci
- 1991 Museo di stato, Galleria nazionale d’arte moderna, San Marino
- 1991 Gallery 121, Antverpy
- 1991 Věnováno významným pražským kunsthistoričkám. Galerie Pi-Pi Art, Praha
- 1991 Forum Stadtpark, Graz
- 1990 Galerie hlavního města Prahy (spolu s Beou de Visser)
- 1990 Knoll Galéria, Budapešť (spolu s Stanislavem Divišem)
- 1990 Museo di stato, Galleria nazionale del’ arte moderna, San Marino (s Antonínem Střížkem a Tomášem Císařovským)
- 1990 Galerie Na bidýlku, Brno
- 1989 Galerie Opatov, Praha
- 1988 Kresby. Galerie Na bidýlku, Brno
- 1988 Riverside Studio, Londýn
- 1988 Apex Gallery, Portsmouth
- 1987 Third Eye Centre, Glasgow
- 1987 Kresby z let 1970–87. Galerie Opatov, Praha
- 1987 Obrazy. Ústřední kulturní dům železničářů, Praha
- 1985 Vysokoškolský klub Můstek, Praha (spolu s Tomášem Císařovským)

## Zastoupení ve sbírkách
- Alšova jihočeská galerie v Hluboké nad Vltavou
- Galerie Benedikta Rejta
- Galerie hlavního města Prahy
- Jack Tilton Gallery, New York
- Ludwig Múzeum – Museum of Contemporary Art, Budapešť
- Moravská galerie v Brně
- MUMOK – Museum Moderner Kunst Stiftung Ludwig Wien, Wien
- Muzeum umění a designu Benešov
- Muzeum umění Olomouc
- Národní galerie v Praze
- Oblastní galerie v Liberci
- The Art Institute of Chicago